# Georg Wilhelm de Gennin
Georg Wilhelm de Gennin (Russisch: Георг Вильгельм де Геннин; Georg Vilgelm de Gennin) of Villim Ivanovitsj de Gennin (Russisch: Виллим Иванович де Геннин) (hertogdom Nassau, 10 oktober 1665 of 11 oktober 1676 - Rusland, 12 april 1750) was een Nederlandse militair, architect en mijnbouwingenieur van Duitse afkomst, in dienst van de Russische tsaar Peter de Grote. Hij stichtte samen met mijnbouwingenieur en historicus Vasili Tatisjtsjev de steden Jekaterinenburg en Perm. Hij wordt vaak verward met een andere Gennin die geboren werd in Antwerpen.

## Geboorte en vertrek naar Rusland
Hij werd als Georg Wilhelm de Henning op 11 oktober 1676 in Neu-Hanau Nassau-Siegen als telg uit een Nederlands geslacht uit lutheraanse ouders. Het geslacht de Henning is waarschijnlijk oorspronkelijk afkomstig uit het Graafschap Henegouwen. Vele Nederlandse en Waalse Lutheranen trokken via Frankfort naar het vanaf 1597 speciaal voor geloofsvluchtelingen gestichte Neu-Hanau. (De aldaar heersende vorst was gehuwd met een Nederlandse). 
Tijdens Peter de Grotes Grote Ambassade in Nederland in 1697 ontmoette deze hem toen hij op zoek was naar geschikte Europese vakmensen die zijn land kennis konden bijbrengen op allerlei vakgebieden. Peter nam hem aan op 10 mei 1697 en hij trad daarop toe als fejerverker (artilleriebatterij-commandeur) tot de Russische artillerie. Hij veranderde daar zijn voornaam in Georg en zijn achternaam in Gennin omdat dit handiger was voor het dagelijks taalgebruik, daar de Russen de 'h' niet kunnen uitspreken. Hij was een van meer dan 900 Nederlanders die naar Rusland vertrokken om in dienst te treden van de tsaar.

## Legercarrière in de Grote Noordse Oorlog
In 1700 werd hij benoemd tot luitenant en begon deel te nemen aan de Grote Noordse Oorlog, waaraan hij deelnam tot 1710. In 1701 legde hij versterkingen aan bij Novgorod, hij hielp mee bij de verovering van Vyborg, Keksholm en Hanko op het koninkrijk Zweden. Hij steeg snel in rang: In 1706 werd hij benoemd tot kapitein, in 1708 tot majoor, in 1710 tot luitenant-kolonel en in 1716 tot kolonel. Hij kwam hierbij in aanraking met een aantal naaste medewerkers van Peter de Grote, generaal-admiraal Fedor Apraksin en James Daniel Bruce (Jakov Vilimovitsj Brjoes). 

## Mijnbouwingenieur in Karelië
In 1712 begon zijn carrière als ingenieur. Eerst liet hij een metaalgieterij en poederfabrieken bouwen in Sint-Petersburg. Daarna werd hij van 1713 tot 1722 aangesteld over de ijzergieterijen van Olonets (Karelië) en als manager van fabrieken in onder andere Petrovski (nu Petrozavodsk) en Povenets. Hij was manager van onder andere de grote metallurgische fabriek in Petrovski, fabrieken voor de productie van wapens en scheepsankers, de grote haven van Povenets en een kopersmelterij. Hij herstructureerde een aantal oude fabrieken en verhoogde de productie. Hierbij kwam hij erachter dat de bevolking niet echt gemotiveerd was om in de fabrieken te gaan werken. De oudgelovigen die in dat gebied woonden, bleken het meest gemotiveerd en geschikt en de Gennin stelde ze daarop aan als managers over verschillende fabrieken. De oudgelovigen, toen sterk gemarginaliseerd door toedoen van de Russisch-orthodoxe Kerk, waardeerden zijn hulp en hij verkreeg hierdoor bij zijn latere werk in de Oeral hun steun. In die tijd waren de wapenfabrieken onder de Gennin de grootste van Rusland.
In 1719 had Peter de Grote de Berg-amt (staatsmijnbouwraad) opgericht. De Gennin werd hierop in 1719-1720 voor een studietoer naar Frankrijk, Engeland, Nederland, Pruisen en Saksen gestuurd om kennis op te doen over en geschikte mensen te werven voor de mijnbouw in Rusland. In 1716 had hij ook al eens zo'n toer ondernomen. Bij terugkomst introduceerde hij de eerste machineproductie in Rusland. Hij opende ook de eerste mijnbouwschool in Rusland in Olonets en in 1717 meldde hij Peter dat er een mineraalwaterbron op 54 kilometer van Petrovski was aangetroffen. Peter liet het onderzoeken en ging er zelf ook 4 keer heen. Hij liet er door de Gennin een kuuroord bouwen en omdat de resultaten van het water voor hemzelf ook gunstig bleken, gaf hij de Gennin een tsaristisch portret omringd met diamanten. Dit kuuroord was daarmee het oudste van Rusland en werd Marswateren (Martsialnye Vody) genoemd naar de god van oorlog en ijzer Mars. De Gennin werd steeds populairder bij Peter en kreeg bijvoorbeeld op zijn bruiloft van Peter een gift van 1800 Roebel. Ter vergelijking: Tatisjtsjev, die toen manager was van alle staatsfabrieken en mijnen in de Oeral, kreeg toen slechts een jaarlijkse toelage van 200 Roebel. In 1722 coördineerde hij een plan voor een waterverbinding tussen de Wolga en Moskou.

## Mijnbouwingenieur in de Oeral

### Perikelen rond Tatisjtsjev en Demidov
In hetzelfde jaar gaf Peter hem de titel majoor-generaal en stuurde hem naar het Oeralgebied om daar beschuldigingen aan het adres van de manager van de staatsmijnen en fabrieken Tatisjtsjev te onderzoeken over omkoping. Deze beschuldigingen waren geuit door de private mijnbouwondernemers Nikita en zijn zoon Akinfi Demidov, die hun machtsbasis hadden in Nevjansk (en Toela). 

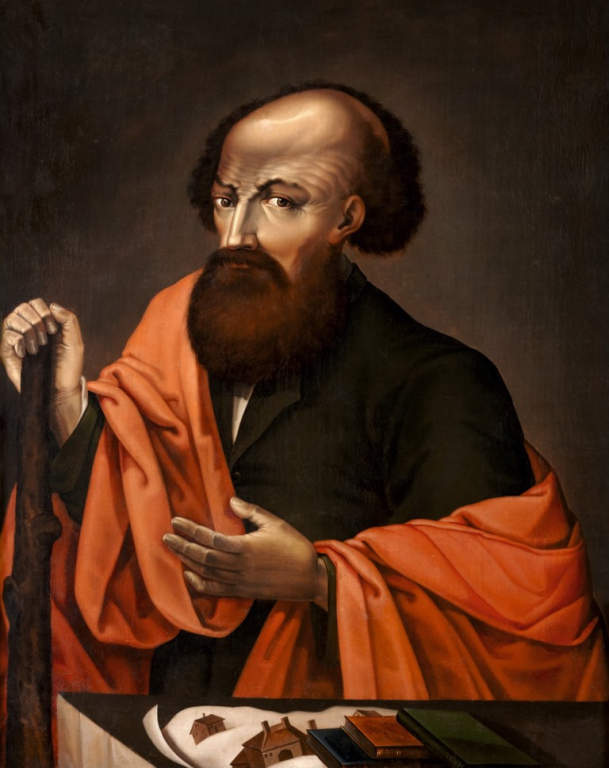
Nikita Demidov

Het bleek echter dat deze het hadden gemunt op de inmengingen van Tatisjtsjev in hun activiteiten. Tatisjtsjev had namelijk mijnbouwwetgeving ingevoerd in de Oeral en daar waren de Demidovs niet blij mee. Zij wilden liever geen staatsbemoeienis en hadden eerder al tweemaal de gouverneur van Verchotoerje (toen nog de belangrijkste plaats in de Oeral) laten wegsturen om uiteindelijk zelf gouverneur te worden. Daarop zorgden ze ervoor dat concurrenten in de Oeral het moeilijk kregen, geen vergunning kregen voor nieuwe vestigingen en toen ze ook nog het recht kregen om een eigen leger te hebben, om zichzelf te verdedigen, waren ze helemaal heer en meester in de Oeral. Ze konden zover komen doordat ze goedkoop kanonnen produceerden en doordat Peter vond dat vrije succesvolle ondernemers ook zo min mogelijk moesten worden gehinderd door de staat. Bij de Berg-amt was weinig bekend over de activiteiten van de Demidovs. Pogingen om daar informatie over te krijgen liepen op niets uit door tegenwerking van de Demidovs. Ze stuurden daarop Tatisjtsjev dan ook mede om daarover informatie in te winnen.
Tatisjtsjev werd hier echter behoorlijk tegengewerkt door de Demidovs die hun imperium al zagen verdwijnen. Nikita Demidov trok in 1722 naar Sint-Petersburg met zijn meest invloedrijke medestanders en beloofde voor het eerst in 20 jaar de vereiste belasting te betalen aan de tsaar. Tegelijkertijd beschuldigde hij Tatisjtsjev valselijk van omkoping om hem weg te krijgen uit de Oeral. Tatisjtsjev werd daarop door Peter, die ook niet tevreden was met de voortgang van het werk van Tatisjtsjev, teruggehaald. De Gennin stuurde Peter na onderzoek daarom ook het bericht dat Tatisjtsjev zijn werk goed had gedaan en wist hem weer in ere te herstellen. De Demidovs kregen een enorme boete opgelegd van 30.000 Roebel, die echter nooit werd betaald. De Gennin schreef ook aan Peter dat hij de Demidovs niet meer moest vertrouwen en ook de Berg-amt niet. Daarop ging hij verder met het werk van Tatisjtsjev (die door Peter naar Zweden was gestuurd om daar kennis op te doen over de mijnbouw voor Rusland).

### Regeringsperiode in Jekaterinenburg
In 1723 stichtte hij de stad Jekaterinenburg op de plek die Tatisjtsjev daarvoor had uitgekozen: aan de rivier de Iset, bij de door Tatisjtsjev verplaatste Uktus-kopersmelterij. Hij beschouwde het zelf als de enige juiste plek voor de 'hoofdstad van de Oeral'. Hij liet er meteen ook een aantal publieke gebouwen bouwen om deze status te versterken. Hij liet banken, overheidsgebouwen, scholen en een kerk bouwen en het eerste ziekenhuis (aanvankelijk een medische post) achter het uitgestrekte gebergte in Rusland, de Oeral. Duidelijk was dat hij Jekaterinenburg wilde neerzetten als staatshoofdstad van de Oeral tegenover Nevjansk, de hoofdstad van de 'bergstaat' van de Demidovs. Hij wist goede betrekkingen aan te knopen met hen, door zijn diplomatieke instelling. Belangrijker was echter dat de Demidovs in begonnen te zien dat hun 'rijk' voorbij was en ze werden ingesloten in het steeds verder oostwaarts oprukkende Russische Rijk, dat sterk in kracht was toegenomen sinds de militaire overwinningen van de Grote Noordse Oorlog en wat velen tot het inzicht had gebracht dat een sterke staat nodig was. De Demidovs moesten nu net als ieder ander bedrijf gaan concurreren om succes te hebben bij de centrale overheid. De Gennin liep echter ook tegen een ander probleem aan: Een gebrek aan geschikte werkkrachten voor de mijnen en fabrieken.
De meest gekwalificeerden werkten allemaal in de mijnen van de Demidovs en hij was dus genoodzaakt ze uit andere gebieden te halen. Hij wist echter Akinfi Demidov zover te krijgen om hem een specialist te lenen genaamd Leonti Zlobin. Deze zette een mijnbouwschool op in Jekaterinenburg, waaraan medewerkers uit de mijnen van Demidov lesgaven aan nieuwe werkers. De Gennin kwam ook meerdere oud-bekenden van de oudgelovigen tegen uit het gebied rond Olonets, die in groten getale in de Oeral waren neergestreken en daar nederzettingen hadden gesticht. Dit schisma was officieel verboden in Rusland en de Gennin moest ze eigenlijk uitleveren aan de staat. Hij verborg ze echter en liet ze werken in zijn fabrieken. Dit deed hij ook voor de Demidovs. Hij kreeg in de Oeral echter in toenemende mate te maken met de noodzaak van het oprichten van staatsorganen, die diverse overheidstaken moesten gaan uitvoeren. De Gennin wilde zich echter liever bezighouden met mijnbouw dan met staatszaken.
Tijdens zijn 'regering over de Oeral' werd hij geconfronteerd met vele misstanden door overheidsfunctionarissen en greep waar mogelijk hard in. De onderdrukking en afpersing van andere overwonnen volken in de Oeral, zoals Basjkieren, de zogenoemde "Kirgies-Kazachen" en Wolga-Tataren leverde in die tijd vaak gewapende opstanden op, wat Tatisjtsjev tegenging door ze te beschermen tegen de overheidsfunctionarissen die zich hieraan schuldig maakten. Hij stuurde ook een brief naar Peter, waarin hij waarschuwde dat 'een smeulend kooltje na verloop van tijd toch een groot vuur kan worden', daarmee doelend op het grootschalige voorkomen van overheidscorruptie. Hij had echter als grootste bezorgdheid het voortbestaan van de mijnen. Hij bestrafte wangedrag en opstandjes door werknemers zwaar en stelde functionarissen aan om er voor te zorgen dat er onder geen beding een vertraging optrad in de betaling van de lonen om continuïteit van de mijnen te garanderen. 
Zijn beleid gedurende zijn 'regering' over de Oeral duurde van 1722 tot 1734 en was een periode van enorme industriële groei. Overal werden nieuwe fabrieken en mijnen gesticht, waarvan sommige uitgroeiden tot steden. Voorbeelden zijn Perm, Polevskoj en het eerder genoemde Jekaterinenburg. In 1725 stierf Peter de Grote en meteen stortten zijn opgebouwde hervormingen weer in. Aan het hof was voortdurend een strijd om de macht, waaraan overigens ook Tatisjtsjev deelnam, bij de machtswisseling in 1730. De Gennin merkte de gevolgen doordat zijn geld niet meer op tijd werd uitbetaald en aan het slechter functioneren van de mijnen. Hij zag in dat het beter zou zijn als de mijnen en fabrieken in handen van ondernemers zouden komen, in plaats van de staat. Ondernemers zouden namelijk een winstoogmerk hebben, waardoor de mijnen en fabrieken beter zouden kunnen draaien als wanneer de overheid zelf alles moest beheren. Zijn verzoeken hierover werden echter niet gehonoreerd door de regering in Sint-Petersburg tot 1739. In 1733 kreeg hij de Alexander Nevski onderscheiding voor zijn werk van tsarina Anna Ivanovna. Hij kreeg echter steeds minder zin in zijn werk en werd ook geconfronteerd met toenemende bureaucratie, doordat er steeds vaker rapporten over het functioneren van de mijnen moesten worden opgesteld en verstuurd.

## Het schrijven van zijn grootste werk
In 1734 wist hij uiteindelijk toch na een aantal verzoeken hiertoe zijn post kwijt te raken aan zijn vervanger Tatisjtsjev, die er echter slechts drie jaar bleef tot 1737, toen deze op expeditie naar Orenburg werd gestuurd. Enige tijd daarvoor had hij echter de Gennin beschuldigd van afpersing en omkoping. De Gennin was hierdoor geërgerd en eiste een diepgaand onderzoek naar deze beschuldigingen. Dat kwam er echter niet en in 1736 werd Tatisjtsjev zelf (voor de zoveelste keer) beschuldigd van omkoping.
Na zijn terugkomst uit de Oeral begon hij met het schrijven van zijn grootste werk contouren, onder wetenschappers beter bekend als beschrijving van Oeraalse en Siberische fabrieken. In dit boek beschreef hij de geschiedenis van de fabrieken en de mijnen in de Oeral, hoe deze werden beheerd en hoe het gebied onder zijn toezicht was gekomen. In het boek worden de technische processen en technieken in de mijnbouw en metallurgie beschreven, waardoor het een handboek werd voor de Russische mijnbouwingenieurs. Hiernaast beschreef hij in het boek de etnografie, de fysische geografie, het klimaat en de flora en fauna van het gebied. Het boek werd heruitgegeven in 1937.
Het boek dat hij schreef werd in eerste instantie slecht ontvangen, omdat hij ermee wilde aantonen dat goedlopende mijnen en fabrieken beter kunnen worden overgeheveld naar onafhankelijke ondernemers. Anna Ivanovna's man, de machtige Duitser Ernst Johann von Biron, had achter de schermen de touwtjes in handen en was in feite bijna tsaar. Hij verwierp het boek omdat hij juist liever een negatief verhaal hoorde over de Oeral, omdat hij de fabrieken liever in staatshanden zag om zelf de opbrengsten op te kunnen strijken. In 1736 liet hij de Berg-amt omvormen naar het 'Berg-Directorium', waarvan hij samen met baron Sjemberg die hij daarvoor uit Saksen liet overkomen. Dit bestuur was een complete ramp. Tatisjtsjev bewees later dat de beide heren de lonen naar beneden gooiden en gezamenlijk in twee jaar tijd 400.000 roebel opstreken, waarna de mijnen in een destructief beleid compleet onrendabel werden gemaakt voor lange tijd.

## Laatste jaren
De Gennin kreeg ondertussen weer een militaire functie. Hij werd benoemd in de militaire raad en bestuurder van het hoofdkantoor van de artillerie. Vervolgens werd hij in 1735 aangesteld over de staatsfabrieken in Toela en Sestroretsk, die ondanks zijn ijver onder zijn leiding steeds verder in verval raakten. Zijn ijver werd in het geheel niet gewaardeerd aan het hof en hij liep bij zijn werk steeds tegen tegenstand aan bij de heersende elite in Sint-Petersburg. Toen tsarina Elisabeth I aan de macht kwam, kreeg hij geen nieuwe aanstelling meer. Zij stond erom bekend vooral te willen feestvieren en wilde de Gennin alleen een baan geven als fejerverker, om haar te vermaken met vuurwerk en ander 'brandend vermaak'. Dit was natuurlijk een grote vernedering voor de Gennin, die na zoveel werk te hebben verricht, dezelfde functie kreeg als die hij al had bij aankomst in Rusland.
Hij stierf op 12 april 1750, na 53 jaar in Rusland te hebben gewerkt. Hij kreeg twee zonen.

## Over zijn denkbeelden
Hij was een bekwaam ingenieur en bestuurder die in zijn werk altijd zo punctueel en accuraat mogelijk probeerde te zijn. Hij probeerde geen misbruik te maken van zijn militaire titel en was altijd bezig om zijn ondergeschikten zo goed mogelijk te laten werken. Hierbij accepteerde hij geen corruptie of andere criminele activiteiten en probeerde hij ook te zorgen voor een goede behandeling van de lagere werknemers in de mijnen en fabrieken. Zijn bezorgdheid over hen blijkt bijvoorbeeld uit de brieven die hij stuurde naar Sint-Petersburg tijdens zijn periode in de Oeral, waarbij hij waarschuwde dat door de onttrekking van horigen aan de landbouw in het gebied voor de mijnbouw, de landbouwbedrijfjes van deze horigen vernietigd werden. Hij was een typische getalenteerde pragmaticus die veel betekende voor de ontwikkeling van de mijnbouw en de ontwikkeling van Rusland in die tijd.
In Jekaterinenburg en Perm wordt zijn geboortejaar in ere gehouden al is niet helemaal duidelijk wanneer hij nu geboren is, waardoor in 2001 zijn 325-jarige geboortejaar werd gevierd en in 2005 zijn 340-jarige. In het Regionaal Historisch Museum in Jekaterinenburg, alwaar in 2001 onder grote belangstelling het 325-jarige geboortejaar werd gevierd, is een semi-permanente tentoonstelling over De Gennin te zien.